# Mallochia (Ichneumonidae)
Mallochia is een geslacht van insecten uit de orde vliesvleugeligen (Hymenoptera) en de familie Ichneumonidae.

## Soorten
- M. admirabilis (Cresson, 1874)
- M. agenioides Viereck, 1912
- M. bimaculata (Cresson, 1874)
- M. distictus Kasparyan & Ruiz, 2008
- M. frontalis Townes, 1962
- M. jucunda (Taschenberg, 1876)
- M. laevis Townes, 1962
- M. macula Kasparyan & Ruiz, 2008
- M. pyralidis Wharton, 1985
- M. strigosa (Cresson, 1872)
- M. tabasco Kasparyan & Ruiz, 2008
- M. townesi Kasparyan & Wharton, 2005